# Viesturs (1983)
Viesturs (M-05), wcześniej Hr.Ms. Scheveningen – holenderski, a następnie łotewski niszczyciel min typu Tripartite (Alkmaar) z lat 80. XX wieku. Okręt ma wyporność pełną 595 ton, a jego napęd stanowi silnik wysokoprężny i dwa silniki elektryczne. Jednostka osiąga prędkość 15 węzłów i zasięg 3000 Mm, a jej główne wyposażenie przeciwminowe stanowią dwa pojazdy podwodne oraz trały.
Okręt został zwodowany 2 grudnia 1983 roku w stoczni Van der Giessen-de Noord w Alblasserdam, a w skład Koninklijke Marine został wcielony 18 lipca 1984 roku pod nazwą „Scheveningen” (M855). Jednostka została skreślona z listy holenderskiej floty 4 grudnia 2002 roku, po czym została sprzedana Łotwie i 5 września 2007 roku weszła do służby w Latvijas Jūras spēki. „Viesturs” nadal znajduje się w składzie łotewskiej floty (stan na 2022 rok). Nosi numer burtowy M-05.

## Projekt i budowa
Rosnące zagrożenie minowe, spowodowane postępem technicznym w konstrukcji nowych typów min morskich sprawiło, że nastąpiła potrzeba zastąpienia służących do tej pory do ich zwalczania klasycznych trałowców przez niszczyciele min. Aby rozłożyć koszty projektu nowych okrętów, współpracę nawiązały trzy państwa: Belgia, Francja i Holandia, stąd opracowany wspólnie w latach 1973–1976 projekt otrzymał nazwę Tripartite (pol. trójprzymierze). Łącznie w latach 1977–1995 zbudowanych zostało 40 okrętów tego typu: 10 dla Belgii, 10 dla Francji (określane tam jako typ Éridan), 15 dla Holandii (nazwane typem Alkmaar) oraz trzy jednostki dla Pakistanu i dwie dla Indonezji.
Przyszły „Scheveningen”, jeden z liczącej 15 okrętów serii holenderskich jednostek typu Tripartite, zbudowany został w stoczni Van der Giessen-de Noord w Alblasserdam pod numerem stoczniowym M855 . Aby umożliwić budowę jednostek typu Alkmaar, w stoczni powstała nowa hala montażowa o długości 144 metrów, szerokości 43 metrów i wysokości 23 metrów . Stępkę okrętu położono 24 maja 1982 roku, a zwodowany został 2 grudnia 1983 roku. Jednostka otrzymała nazwę na cześć jednego z najważniejszych miast holenderskiej wojny o niepodległość w XVI wieku – Scheveningen . Koszt budowy okrętu wyniósł 75 milionów guldenów .

## Dane taktyczno-techniczne

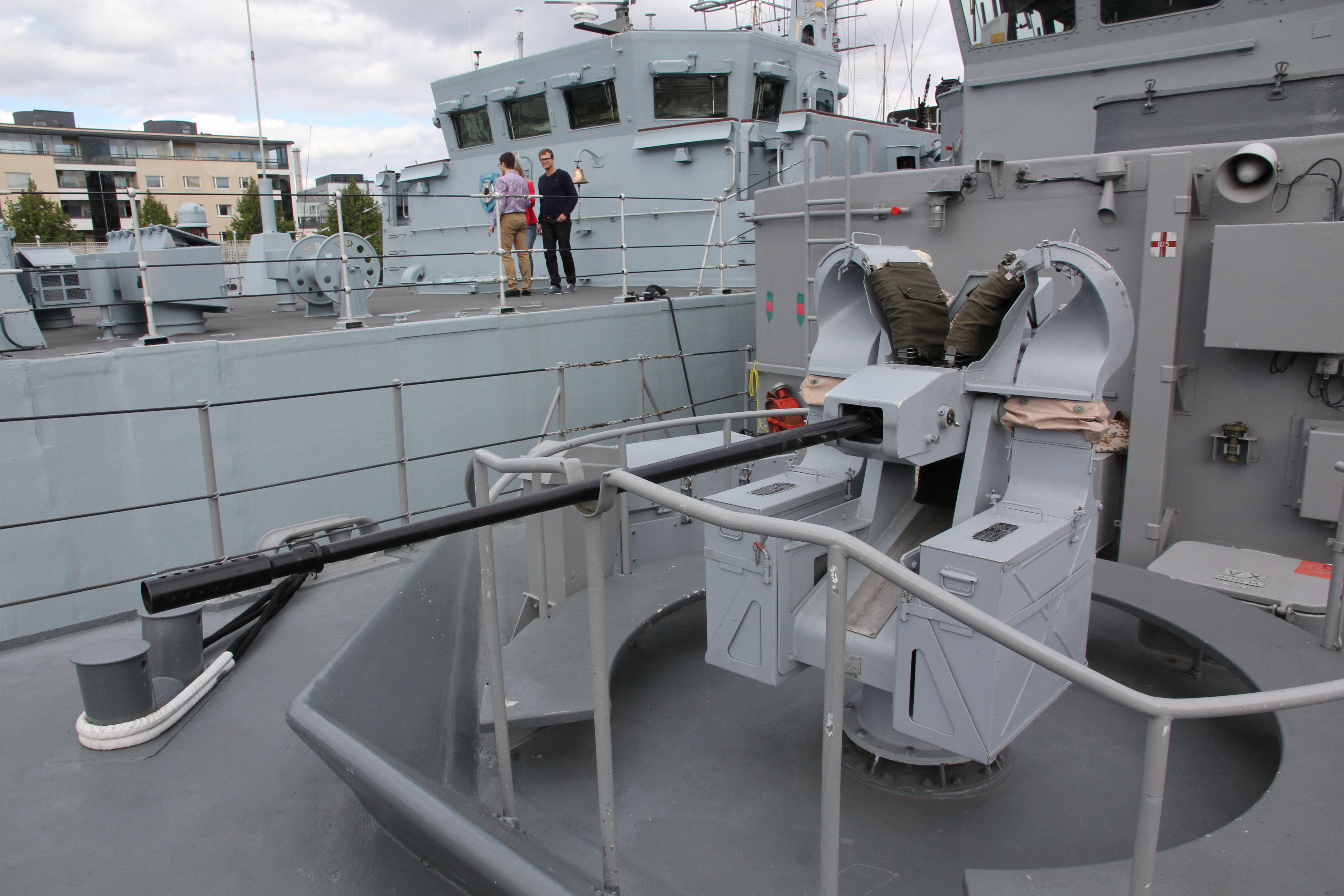
Armata automatyczna 20 mm Giat F2 na pokładzie „Tālivaldis”

Okręt jest niszczycielem min z kadłubem, pokładem i grodziami wykonanymi z laminatów poliestrowo-szklanych o łącznej masie 180 ton, w tym około 16 km tkaniny z włókna szklanego . Wewnątrz wyłożonego balsą kadłuba znajduje się szkielet usztywniający konstrukcję, z wzdłużnikami zwiększającymi odporność na podwodne wybuchy. Jednostka charakteryzuje się uniesionym dziobem i ciągłym pokładem głównym na przeważającej długości kadłuba, przechodzącym uskokiem do niskiej części rufowej. Na pokładzie znajduje się niska i długa nadbudówka, z pomostem bojowym w przedniej części; za pomostem umieszczony został maszt palowy, a za nim niski, zwężający się ku górze komin o ściętym wierzchołku. Na końcu nadbudówki zamontowany został drugi maszt z anteną łączności satelitarnej, a na pokładzie rufowym zainstalowano żurawik. Na rufie przewidziano też miejsce na kontener o masie 5 ton, przeznaczony na dodatkowe wyposażenie. Okręt wyposażony jest w aktywny system stabilizacji przechyłów, który tworzą wyposażone w silniki hydrauliczne zbiorniki paliwa w kształcie litery „V” oraz boczne stabilizatory. Autonomiczność okrętu wynosi 15 dób. Pomieszczenia okrętowe są klimatyzowane, a z udogodnień zainstalowano m.in. chłodnię i pralnię .
Długość całkowita wynosi 51,5 metra (47,1 metra między pionami), szerokość 8,9 metra i zanurzenie 2,5 metra (kadłuba, z opuszczonym sonarem sięga 3,8 metra) . Wyporność standardowa wynosi 562 tony, a pełna 595 ton. Główny napęd okrętu stanowi jeden silnik wysokoprężny Brons-Werkspoor A-RUB 215X-12 o mocy 1370 kW (1860 KM), napędzający pojedynczą śrubę o zmiennym skoku; na rufie znajdują się dwa stery z napędem elektrycznym. Napęd pomocniczy tworzą dwa silniki elektryczne ACEC o łącznej mocy 179 kW (240 KM) oraz dwa aktywne stery strumieniowe Schottel . Prędkość maksymalna okrętu wynosi 15 węzłów przy wykorzystaniu napędu głównego i 7 węzłów na silnikach elektrycznych. Zasięg jednostki wynosił 3000 Mm przy prędkości 12 węzłów.
Uzbrojenie artyleryjskie okrętu stanowi umieszczona w części dziobowej pojedyncza armata automatyczna kalibru 20 mm Giat 20F2 L/90 . Masa armaty z amunicją wynosi 470 kg, kąt podniesienia lufy od -15° do +60°, szybkostrzelność teoretyczna 720 strz./min, a donośność skuteczna od 1200 do 2000 metrów. Wyposażenie przeciwminowe stanowią dwa pojazdy podwodne PAP-104 oraz trał mechaniczny lekki i trał mechaniczny OD 3 Oropesa. Pojazdy podwodne PAP-104 (fr. Poisson Auto Propuise) mają długość 2,7 metra, szerokość 1,2 metra, wysokość 1,3 metra i masę 700 kg (w tym  przenoszony 100-kilogramowy materiał wybuchowy). Sterowane przewodowo mogą operować w odległości 500 metrów od okrętu na maksymalnej głębokości 300 metrów przy stanie morza 3; napędzane dwoma silnikami elektrycznymi mogą poruszać się z prędkością 5 węzłów i na jednym ładowaniu wykonać pięć trwających 20 minut akcji. Jednostka wyposażona została też w sprzęt do nurkowania, w tym w jednoosobową komorę dekompresyjną; w przypadku choroby dekompresyjnej nurka komora może zostać zabrana z pokładu przy pomocy śmigłowca .
Kompleks sonarowy jest w stanie wykrywać miny oraz obiekty minopodobne z odległości do 500 metrów i na głębokości maksymalnie 80 metrów oraz określić ich położenie z dokładnością do 15 metrów (na małej głębokości obiektu) przy stanie morza 5, a także wykonywać tradycyjne zadania trałowania.
Wyposażenie radioelektroniczne obejmowało początkowo radar nawigacyjny Racal-Decca 1229C i podkadłubowy sonar Thomson Sintra DUBM 21A, system wyznaczania pozycji Decca HI-FIK-6, system dowodzenia EVEC-20 oraz systemy radionawigacyjne Toran i Syledis.
W zależności od wykonywanych zadań załoga okrętu liczyła od 29 do 42 osób.

## Służba

### Holandia

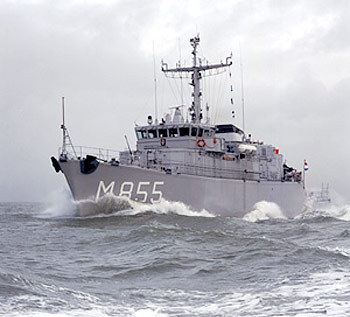
Hr.Ms. „Scheveningen” (M855)

Hr.Ms. „Scheveningen” został wcielony w skład Koninklijke Marine 18 lipca 1984 roku, otrzymując numer taktyczny M855. Głównym rejonem działania jednostki było Morze Północne i Bałtyckie, a oprócz zadań zwalczania zagrożenia minowego okręt realizował także misje patrolowe . Hr.Ms. „Scheveningen” został wycofany ze służby 4 grudnia 2002 roku .

### Łotwa
We wrześniu 2005 roku Holandia zawarła, opiewający na kwotę 69,4 mln dolarów, kontrakt na sprzedaż Łotwie pięciu wycofanych ze służby niszczycieli min („Scheveningen”,„Alkmaar”, „Delfzijl”, „Dordrecht” i „Harlingen”). Po przeprowadzeniu remontu i zmianie wyposażenia (m.in. wymianie radarów na modele Furuno FR-2115 i Consilium Selesmar MM 950 oraz dodaniu uzbrojenia w postaci dwóch wkm kalibru 12,7 mm) okręt został wcielony do służby w Latvijas Jūras spēki w Den Helder 5 września 2007 roku pod nazwą „Viesturs” (numer taktyczny M-05) . Już w czerwcu 2008 roku reprezentował marynarkę Łotwy w międzynarodowych manewrach BALTOPS, odwiedzając przy tym Gdynię. Etatowa załoga okrętu w służbie łotewskiej liczy 44 osoby . W początkowym okresie służby jednym z dowódców okrętu był aktualny (2025 rok) głównodowodzący łotewskiej marynarki, admirał floty Māris Polencs .

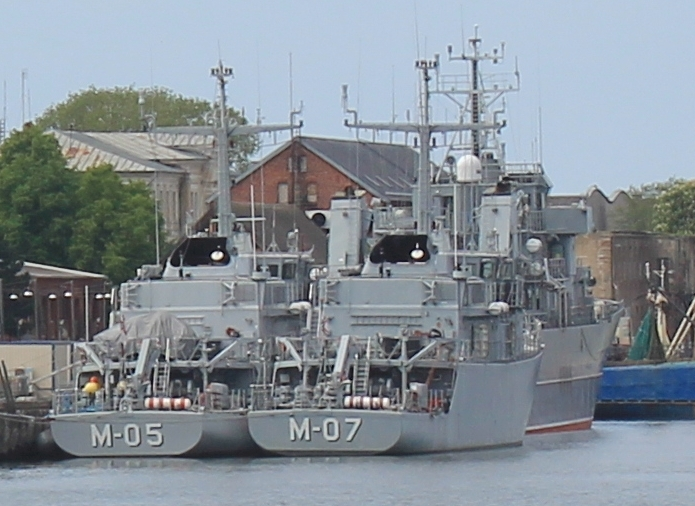
„Viesturs” (M-05) i „Visvaldis” (M-07) od rufy w Lipawie, 2017

Od 7 do 10 maja 2013 roku „Viesturs” uczestniczył w przeprowadzonych na wodach terytorialnych Łotwy i Litwy ćwiczeniach BALTRON „Squadex I/2013” . 12 maja został najpierw udostępniony do zwiedzania w Windawie z okazji Dnia Matki, a następnie wziął udział w corocznych międzynarodowych ćwiczeniach morskich państw bałtyckich „Baltic Fortress 2013” (13–17 maja) . W dniach 7–13 sierpnia na wodach terytorialnych Litwy jednostka wzięła udział w ćwiczeniach BALTRON „Squadex II/2013”, a następnie (od 19 do 28 sierpnia) w przeprowadzonej w tym samym miejscu międzynarodowej operacji sił przeciwminowych „Open Spirit 2013”  . 27 września, z okazji Dnia Otwartych Drzwi Administracji Państwowej, okręt został udostępniony do zwiedzania w Lipawie . W dniach 15–16 listopada w Zatoce Ryskiej i Cieśninie Irbe niszczyciele min „Viesturs” i „Rūsiņš” wraz z okrętem wsparcia i dowodzenia „Virsaitis” uczestniczyły w ćwiczeniach marynarki łotewskiej „Flotex 2013” .

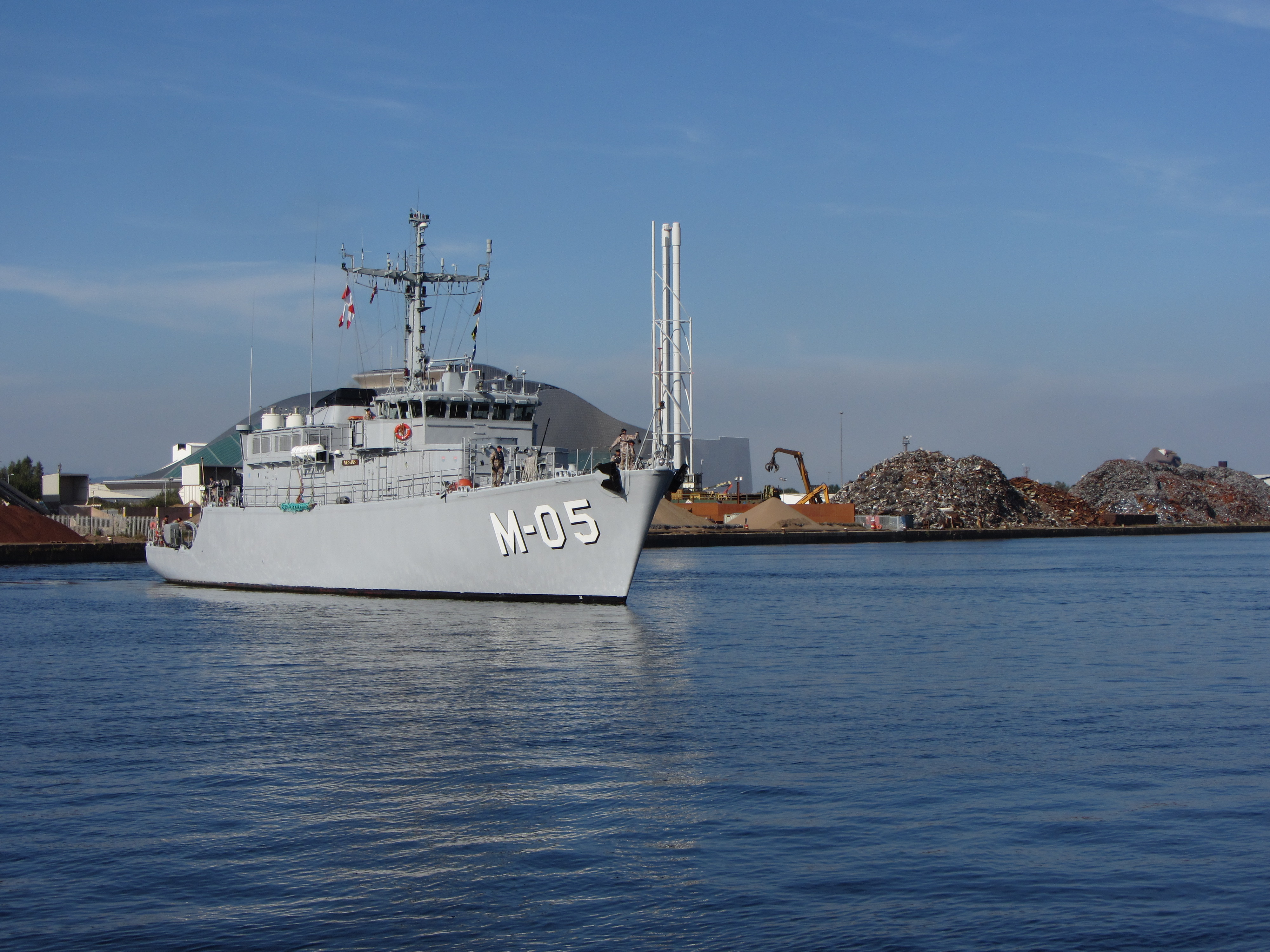
„Viesturs” w Cardiff, 8 września 2014

29 marca 2014 roku, w 10. rocznicę przystąpienia Łotwy do Sojuszu Północnoatlantyckiego, „Viesturs”, „Rūsiņš” i „Virsaitis” udostępniono do zwiedzania w Lipawie . Między 2 a 8 maja „Viesturs” uczestniczył w ćwiczeniach „Baltic Fortress 2014”, a następnie (od 9 do 22 maja) w ćwiczeniach sił przeciwminowych „Open Spirit 2014”, które odbyły się w Cieśninie Irbe (m.in. wraz z polskim niszczycielem min ORP „Flaming” i siostrzanym „Tālivaldis”)  . 12 lipca z okazji Święta Morza jednostkę udostępniono do zwiedzania w Windawie . 24 sierpnia okręt opuścił Łotwę, udając się do Cardiff, gdzie w dniach 1–9 września zabezpieczał szczyt NATO . W listopadzie 2014 i 2015 roku, z okazji 96. i 97. rocznicy proklamowania niepodległości Łotwy, „Viesturs” został udostępniony do zwiedzania w Rydze  .
W lipca 2016 i 2017 roku jednostka została udostępniona do zwiedzania w Lipawie z okazji Święta Morza  . 9 sierpnia 2019 roku, z okazji stulecia łotewskiej marynarki wojennej, w obecności prezydenta Egilsa Levitsa oraz ministra obrony i dowódcy floty, w Zatoce Ryskiej odbyła się parada okrętów, w której udział wzięły m.in. okręt wsparcia i dowodzenia „Virsaitis”, okręt zaopatrzenia i dowodzenia „Varonis”, niszczyciele min „Viesturs” i „Imanta”, a także kilka jednostek obcych bander, w tym polski okręt ratowniczy ORP „Lech” (przez dwa kolejne dni okręty były w Rydze udostępnione do zwiedzania)  . Od 23 do 30 września „Viesturs”, „Imanta” i „Rūsiņš” uczestniczyły w Lipawie w ćwiczeniach łotewskiej marynarki pod kryptonimem „Flotex” .
9 kwietnia 2022 roku, w obecności prezydenta Egilsa Levitsa oraz ministra obrony, w pobliżu Lipawy „Viesturs” uczestniczył w uroczystej paradzie floty z okazji 30. rocznicy odnowienia Marynarki Wojennej . Od 23 do 29 maja „Viesturs” i „Tālivaldis” wzięły udział w corocznych ćwiczeniach marynarki łotewskiej pod kryptonimem „Baltic Fortress 22” . Brak informacji, czy „Viesturs” został objęty prowadzoną od 2022 roku przez francuską firmę Exail modernizacją, dzięki której trzy z pięciu łotewskich niszczycieli min otrzymało zintegrowane systemy zarządzania walką przeciwminową MINTACS i UMISOFT oraz nowe wyposażenie do zwalczania min: pojazd podwodny A18-M, dwa systemy identyfikacji min SeaScan Mark 2 oraz 10 robotów podwodnych (systemów obrony przeciwminowej) K-STER C  . Okręt nadal znajduje się w składzie łotewskiej floty (stan na 2022 rok) .